# Canadair CL-215
Canadair CL-215 (Scooper, Skopan) är ett tvåmotorigt, högvingat, kolvmotordrivet propellerflygplan som konstruerats för att flyga med låg hastighet, i förhållanden som råder vid skogsbränder, och som kan starta och landa från korta, ej permanentbelagda, landningsbanor. Canadair CL-215 var den första av en serie av amfibieplan för vattenbombning som tillverkats av Canadair, senare Bombardier Aerospace. 

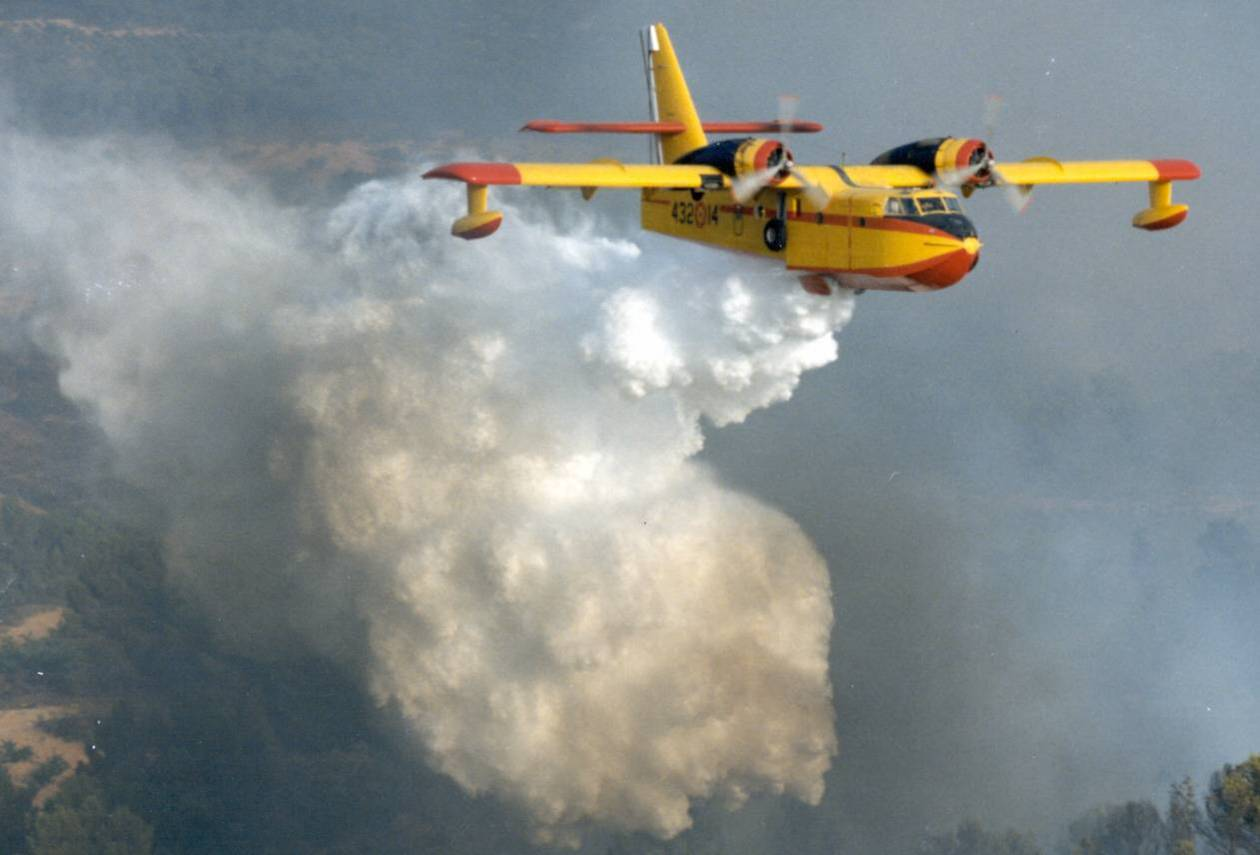
Canadair CL-215

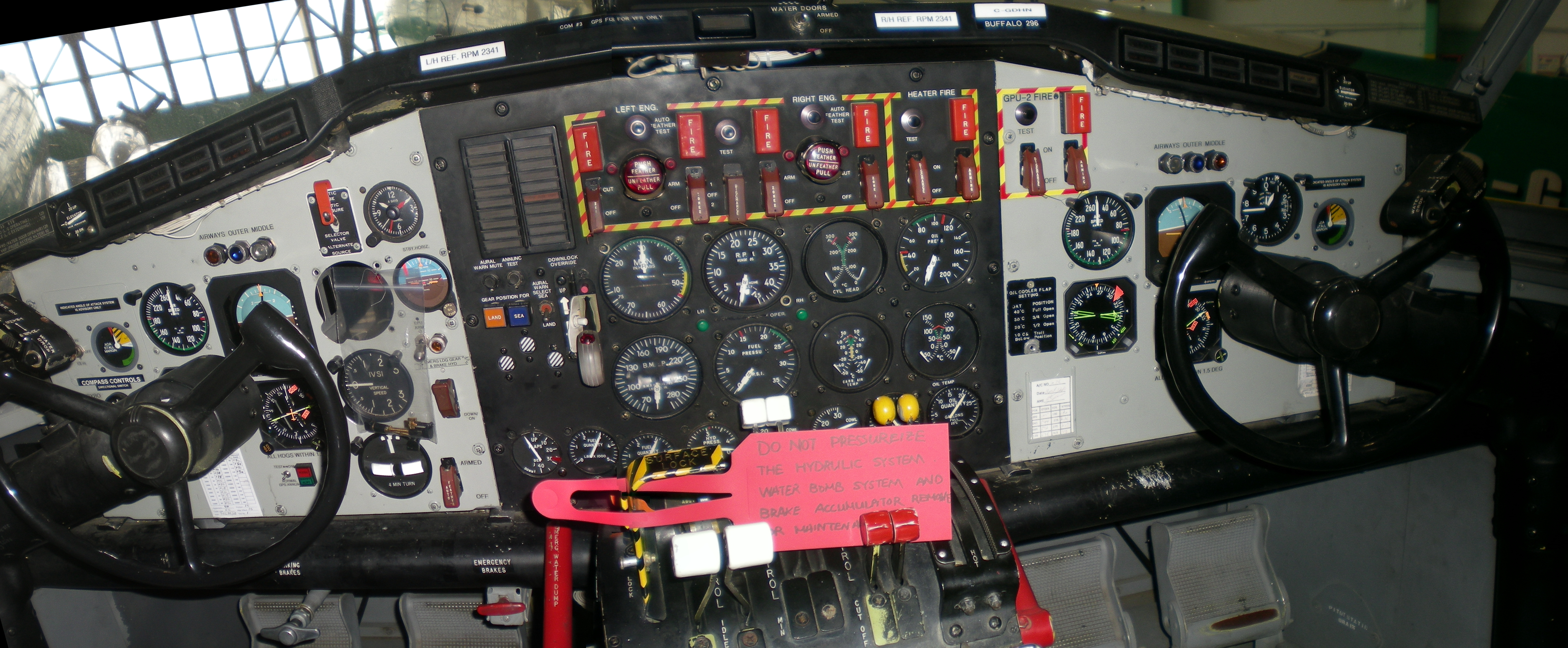
Cockpit i en Canadair CL-215

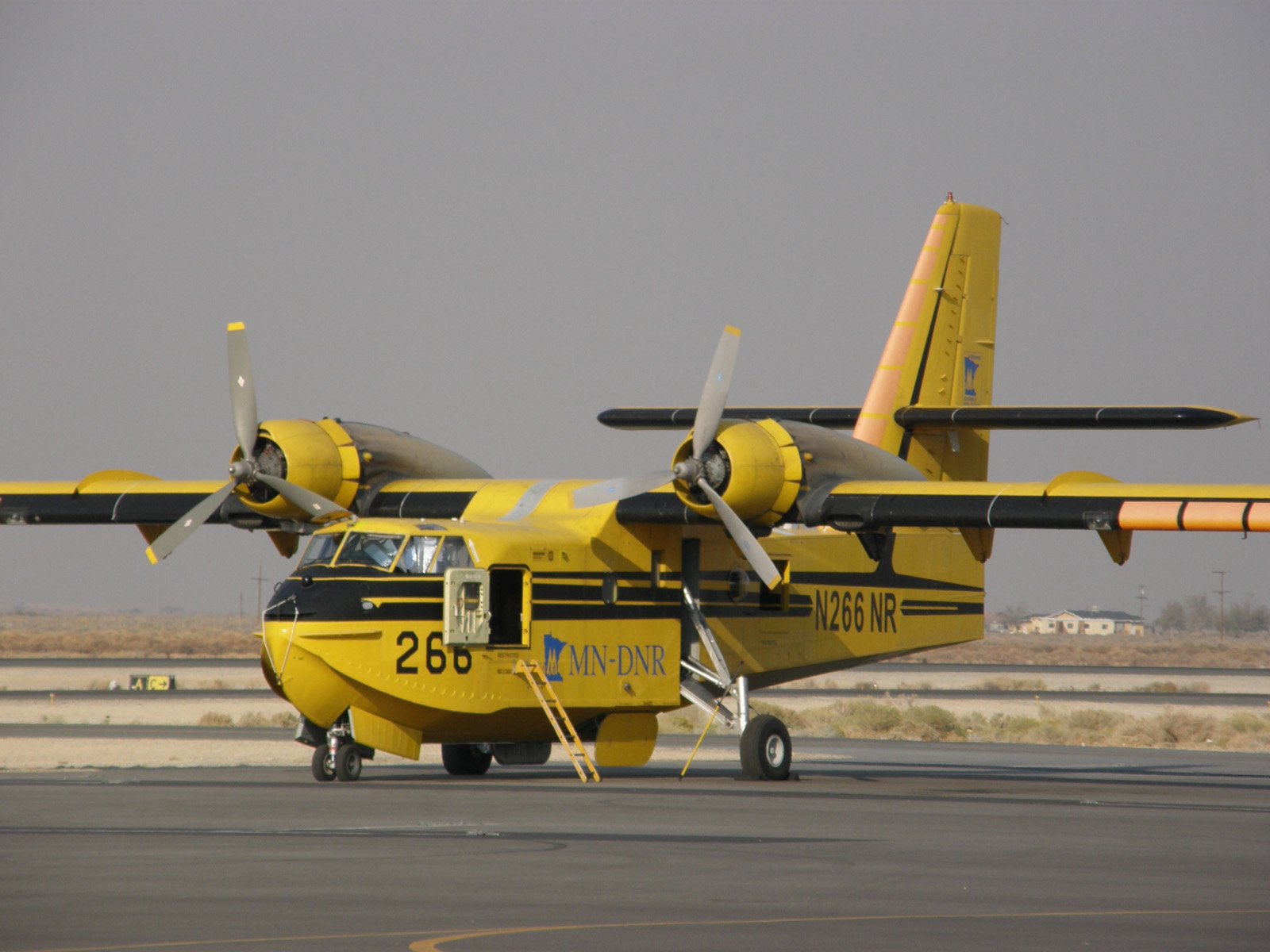
Canadair CL-215 nr. 1102, på land. Inköpt av Viking Air 2016, för konvertering till CL-415EAF

CL-215 började konstrueras 1966 och flög för första gången 1967. Det första serietillverkade flygplanet levererades till franska Sécurité Civile i juni 1969. Tillverkning skedde sedan till slutet av 1990. Sammanlagt tillverkades 125 flygplan till kunder i elva länder
Flygplanstypen efterträddes 1993 av Canadair CL-415/Bombardier 415 (produktionen nedlagd 2015). År 2016 förvärvade kanadensiska Viking Air tillverkningsrättigheterna till 
CL-215, CL-215T och CL-415.

## CL-215T
Efter att ha övertagit Canadair 1986 utvecklade Bombardier i slutet av 1980-talet ett konverteringsprogram för CL-215. Detta omfattade bl.a. motorbyte till turbopropmotorn Pratt & Whitney Canada PW123AF (2 × 2 380 hk - 2 x 1 775 kW) samt modifieringar av de aerodynamiska ytorna. Bombardier genomförde ett antal konverteringar, men bestämde sig sedan för att enbart ägna sig åt produktionen av efterföljaren CL-415. År 2006 återupptog Bombardier konverteringen av äldre CL-215 till CL-215T.
Från år 2010 övertog Cascade Aerospace konverteringen av äldre CL-215, med materiel från Bombardier. 

## Försök med Canadair CL-215 i Sverige
Dåvarande Räddningsverket, tillsammans med Kustbevakningen hade några säsonger på 1990-talet en Canadair CL 215 samt ett exemplar av den då nykonstruerade Bombardier 415 (då Canadair CL-415) i Sverige under så kallad operationell leasing från ett kanadensiskt företag för att prova dess användbarhet. För Räddningsverket gällde proven vattenbegjutning från luften och för Kustbevakningen diverse uppgifter, bland annat sjöräddning.
Räddningsverket publicerade en utvärderingsrapport från projektgruppen 1996, vilken visade att flygplanen fungerade bra i den befintliga organisationen för brandsläckning i Sverige och konstaterade att flygplanet varit mycket effektivt i släckningsarbetet. Flygplantypen bedömdes dock som mindre lämplig för Sverige pga. de relativt korta intervallen mellan underhållstillfällena för motorerna, den bristande tillgången på flygmekaniker med kunskap om den föråldrade motortypen och problemen med att tillhandahålla flygbensin 100 oktan (AVGAS 100LL) i de mängder (4 340 l per tankning) som krävs. Även systemet med övervingstankning (bränslepåfyllning via tanklock placerade på vingarnas ovansidor) bedömdes som problematiskt.